# 古賀良彦 (精神科医)
古賀良彦（こが よしひこ、1946年-　）は、日本の精神科医、杏林大学名誉教授。
東京都生まれ。1971年慶應義塾大学医学部卒業、1988年慶大医学博士。同大学医学部精神神経科学教室から76年杏林大学医学部精神神経科学教室に入室、90年助教授、99年教授。2016年退任、名誉教授。専門は、睡眠障害と関連が深い統合失調症、うつ病の治療。日本催眠学会名誉理事長、日本ブレインヘルス協会理事長、日本薬物脳波学会副理事長も務める。

## 著書
- 『古賀良彦教授の脳力アップ1週間プログラム』主婦の友社 2008
- 『いきいき脳のつくり方 臨床医が明かす"しなやかな脳"の科学』技術評論社 知りたい!サイエンス 2010
- 『週末うつ なぜ休みになると体調を崩すのか』青春出版社 青春新書INTELLIGENCE 2012
- 『睡眠ドクターが教える熟睡する技術』メディアファクトリー 2013
- 『睡眠と脳の科学』祥伝社新書 2014

### 共編著
- 『花からのメッセージ 心とからだすこやかに』川上智子共著 法研 1995
- 『脳と栄養ハンドブック』高田明和共編 サイエンスフォーラム 2008
- 『ぬりえの不思議 心と体の発達に見るその力』尾崎康子,金子マサ,竹井史共著 ぎょうせい 2010ISBN 978-4324089941

### 監修
- 『アロマテラピー検定テキスト1級 改訂新版』鳥居鎮夫,亀岡弘共監修 日本アロマテラピー協会 2003(4刷)
- 『脳を鍛える大人の練習帳』監修 角川SSコミュニケーションズ 2006
- 『こどもの脳を発達させるぬりえトレーニング Sugarbunnies』監修 サンリオ 2009
- 『脳がどんどん若返る!70年代～80年代クロスワード』監修 きこ書房 2011
- 『早引き心の薬事典 精神科で用いられる薬の使いやすいハンドブック』監修 ナツメ社 2011
- 『1日3分脳がよみがえる!リハビリ指なぞりドリル』監修 PHP研究所 2016

### 翻訳
- ハロルド・H.ブルームフィールド, ミカエル・ノードフォース, ピーター・マクウィリアムズ『セントジョーンズワートとうつ病 セイヨウオトギリソウの秘められた力』監訳 石渡華奈訳 フレグランスジャーナル社 2004

## 論文
- ＜古賀良彦